# 斉藤日出治
斉藤 日出治（さいとう ひではる、1945年12月7日 - ）は、日本の経済学者、大阪産業大学名誉教授。専門は社会経済学。
長野県伊那市生まれ。長野県諏訪清陵高等学校を経て、1968年東京外国語大学インド・パキスタン学科卒業、1975年名古屋大学大学院経済学研究科博士課程満期退学。平田清明に師事。1995年「物象化世界のオルタナティブ -現代資本主義と言語・情報・記号」で経済学博士（名古屋大学）。大阪産業大学経済学部助教授、教授。副学長をへて2016年定年、名誉教授。

## 著書

### 単著
- 『物象化世界のオルタナティブ――現代資本主義と言語・情報・記号』（昭和堂, 1990年）
- 『ノマドの時代――世紀末のヨーロッパと日本』（大村書店, 1994年／増補版, 1999年）
- 『国家を越える市民社会――動員の世紀からノマドの世紀へ』（現代企画室, 1998年）
- 『空間批判と対抗社会――グローバル時代の歴史認識』（現代企画室, 2003年）
- 『帝国を超えて――グローバル市民社会論序説』（大村書店, 2005年）
- 『グローバル化を超える市民社会 社会的個人とヘゲモニー』新泉社 21世紀叢書　2010

### 共編著
- （岩永真治）『都市の美学――アーバニズム』（平凡社, 1996年）
- 『アジアのメディア文化と社会変容』高増明共編 ナカニシヤ出版 2008
- 『モダニティと空間の物語 社会学のフロンティア』吉原直樹共編 東信堂 2011 シリーズ社会学のアクチュアリティ:批判と創造
- 『ソーシャル・アジアへの道 市民社会と歴史認識から見据える』竹内常善共編 ナカニシヤ出版 2012 ACRC叢書
- 『東日本大震災と社会認識 社会科学の眼を通して災害を考える』竹内常善共編 ナカニシヤ出版 2013

### 編著
- 『グローバル化するアジア』（晃洋書房, 2007年）

### 訳書
- ジャック・アタリ『情報とエネルギーの人間科学――言葉と道具』平田清明共訳（日本評論社 1983年）
- アタリ, マルク・ギョーム『アンチ・エコノミクス』安孫子誠男共訳（法政大学出版局, 1986年）
- マルク・ギヨーム『資本とその分身――社会的コードの経済学批判』（法政大学出版局, 1987年）
- ミシェル・アグリエッタ, A・ブレンデール『勤労者社会の転換――フォーディズムから勤労者民主制へ』山田鋭夫共訳（日本評論社, 1990年）
- アグリエッタ, アンドレ・オルレアン『貨幣の暴力――金融危機のレギュラシオン・アプローチ』井上泰夫共訳（法政大学出版局, 1991年）
- ベルナール・シャヴァンス『社会主義のレギュラシオン理論――ソ連経済システムの危機分析』（大村書店, 1992年）
- アグリエッタ『通貨統合の賭け――欧州通貨同盟へのレギュラシオン・アプローチ』（藤原書店, 1992年）
- アラン・コッタ『狼狽する資本主義』（法政大学出版局, 1993年）
- ベルナール・シャバンス『システムの解体 東の経済改革史1950-90年代』斉藤悦則共訳 藤原書店 1993
- アンリ・ルフェーヴル『空間の生産』（青木書店, 2000年）
- シャバンス『入門制度経済学』宇仁宏幸,中原隆幸共訳（ナカニシヤ出版, 2007年）
- M.アグリエッタ, B.ジェソップ『金融資本主義を超えて 金融優位から賃金生活者社会の再建へ』若森章孝共訳 晃洋書房 2009

## 論文
- ＜斉藤日出治